# Phare de Horse Island

Le phare de Horse Island ou phare de Sackets Harbor, (en anglais : Horse Island Light), est un phare inactif situé sur l'île Horse du Lac Ontario proche de la ville de Sackets Harbor, dans le Comté de Jefferson (État de New York).

## Histoire
Le Phare de Horse Island, construit en 1870, figure dans le programme du patrimoine maritime du National Park Service en tant qu'un des phares historiques de l'État de New York. Il a été acquis, en juillet 2017, par la Civil War Trust (en) pour sa préservation grâce à une subvention du Service des parcs nationaux. C'est un site consacré à la guerre anglo-américaine de 1812. Pendant la guerre de 1812 les Britanniques utilisèrent Horse Island comme zone de rassemblement avant la Second Battle of Sacket's Harbor (en).
Une tour moderne à ossature d'acier a remplacé le phare en tant qu'aide à la navigation en 1957, quand le phare a été désactivé.

## Description
Le phare  est une tour quadrangulaire en brique avec une galerie et une lanterne de 21 m de haut, reliée à une maison de gardien. La tour est peinte en blanc et la lanterne est rouge.
Identifiant : ARLHS : USA-380 .

### Lien connexe
- Liste des phares de l'État de New York